# Batalla de las Islas Paracel
La batalla de las Islas Paracel fue un enfrentamiento militar entre las fuerzas navales de China y la Armada de la República de Vietnam en las islas Paracel el 19 de enero de 1974. La batalla fue un intento de la armada de Vietnam del Sur de expulsar a la armada china de las cercanías.
Como resultado de la batalla, la República Popular China estableció el control de facto sobre las Paracel.

## Trasfondo
Las islas Paracel, llamadas islas Xisha (西沙群岛; Xīshā Qúndǎo) en chino y las islas Hoang Sa (Quần Đảo Hoàng Sa) en vietnamita, se encuentran en el mar de la China Meridional aproximadamente equidistantes de las costas de la República Popular China y Vietnam (200 millas náuticas) . Sin población nativa, la propiedad del archipiélago ha estado en disputa desde principios del siglo XX.
China afirmó por primera vez la soberanía en el sentido moderno de las islas del Mar de China Meridional cuando se opuso formalmente a los esfuerzos de Francia para incorporarlas a la Indochina francesa durante la Guerra franco-china (1884-1885). Inicialmente, Francia reconoció la soberanía de Qing China sobre los archipiélagos Paracel y Spratly, a cambio del reconocimiento chino de Vietnam como territorio francés. Desde entonces, los mapas chinos han mostrado constantemente las afirmaciones de China, primero como una línea sólida y luego como una línea discontinua. En 1932, un año después de que el Imperio japonés invadiera el noreste de China, Francia reclamó formalmente las islas Paracel y Spratly; China y Japón protestaron. En 1933, Francia reforzó su reclamo y se apoderó de las Paracel y Spratly, anunció su anexión y los incluyó formalmente en la Indochina francesa. Construyeron varias estaciones meteorológicas en ellos, pero no molestaron a los numerosos pescadores chinos que se encontraron allí. En 1938 Japón tomó las islas de Francia, las guardó y construyó una base de submarinos en la isla de Itu Aba (ahora Taiping / 太平). En 1941, el Imperio japonés convirtió las islas Paracel y Spratly en parte de Taiwán, entonces bajo su dominio.
En 1945, de acuerdo con las Declaraciones de El Cairo y Potsdam y con la ayuda estadounidense, las fuerzas armadas del gobierno de la República de China en Nankín, un gobierno colaboracionista de los japoneses, aceptaron la rendición de las guarniciones japonesas en Taiwán, incluidas las islas Paracel y Spratly. Nanjing luego declaró que ambos archipiélagos eran parte de la provincia de Cantón. En 1946 estableció guarniciones en las islas Woody (ahora Yongxing / 永兴) en Paracel y en la isla Taiping en Spratlys. Francia protestó rápidamente. Los franceses intentaron pero no pudieron desalojar a las tropas nacionalistas chinas de la isla Yongxing (la única isla habitable en Paracel), pero pudieron establecer un pequeño campamento en la isla Pattle (ahora Shanhu / 珊瑚) en la parte suroeste del archipiélago.
En 1950, después de que los nacionalistas chinos fueran expulsados de Hainan por el Ejército Popular de Liberación (EPL), retiraron sus guarniciones tanto en las Paracel como en las Spratly a Taiwán. En 1954, Francia dejó de ser un factor cuando aceptó la independencia de Vietnam del Norte y del Sur y se retiró de Indochina.
En 1956, el EPL restableció una guarnición china en la isla Yongxing en Paracels, mientras que la República de China (Taiwán) colocó tropas en la isla Taiping en Spratlys. Ese mismo año, sin embargo, Vietnam del Sur reabrió el campamento francés abandonado en la isla Shanhu y anunció que había anexado el archipiélago de Paracel y las Spratly. Para centrarse en su guerra con el Norte, Vietnam del Sur en 1966 había reducido su presencia en las Paracels a una sola guarnición de observación meteorológica en la isla Shanhu. El PLA no hizo ningún intento de eliminar esta fuerza.

## Preludio
El 16 de enero de 1974, seis oficiales del ejército de Vietnam del Sur y un observador estadounidense en la fragata Lý Thường Kiệt (HQ-16) fueron enviados a las Paracel en una gira de inspección. Descubrieron a dos "arrastreros pesqueros blindados" chinos que estaban en la isla de Drummond para apoyar a un destacamento de tropas del EPL que había ocupado la isla. También se observaron soldados chinos alrededor de un búnker en la cercana isla de Duncan, con un barco de desembarco amarrado en la playa y dos cazadores de submarinos adicionales de la clase Kronstadt en las cercanías. Esto fue informado de inmediato a Saigón, y se enviaron varios buques de guerra para enfrentarse a los barcos chinos en el área. La fragata de la Armada de Vietnam del Sur indicó al escuadrón chino que se retirara y, a cambio, recibió la misma demanda. Las fuerzas rivales se hicieron sombra durante la noche, pero no se enfrentaron.
El 17 de enero, unos 30 comandos de Vietnam del Sur desembarcaron sin oposición en la isla Robert y quitaron la bandera china que encontraron ondeando. Posteriormente, ambos bandos recibieron refuerzos. La fragata Trần Khánh Dư (HQ-4) se unió al Lý Thường Kiệt (HQ-16), mientras que dos dragaminas de la Armada del EPL (# 274 y # 271) se unieron a los chinos.
El 18 de enero llegó la fragata Trần Bình Trọng (HQ-5) con el comandante de la flota de Vietnam del Sur, el coronel Hà Văn Ngạc. La corbeta Nhật Tảo (HQ-10) también llegó a las islas, moviéndose con cautela porque solo tenía un motor en funcionamiento en ese momento.

## Batalla
En la madrugada del 19 de enero de 1974, los soldados de Vietnam del Sur de Trần Bình Trọng aterrizaron en la isla de Duncan y fueron atacados por las tropas chinas. Tres soldados de Vietnam del Sur murieron y más resultaron heridos. Al verse superados en número, las fuerzas terrestres de Vietnam del Sur se retiraron mediante lanchas de desembarco, pero su pequeña flota se acercó a los buques de guerra chinos en un tenso enfrentamiento.
A las 10:24 a. m., los buques de guerra de Vietnam del Sur Lý Thường Kiệt y Nhật Tảo abrieron fuego contra los buques de guerra chinos. Luego se unieron Trần Bình Trọng y Trần Khánh Dư. La batalla naval duró unos 40 minutos, y los barcos de ambos lados sufrieron daños. Los buques de guerra chinos más pequeños lograron maniobrar en los puntos ciegos de los cañones principales de los buques de guerra de Vietnam del Sur y dañaron los cuatro barcos de Vietnam del Sur, especialmente el Nhật Tảo, que no pudo retirarse porque su último motor en funcionamiento estaba inutilizado. Se ordenó a la tripulación que abandonara el barco, pero su capitán, el teniente comandante Ngụy Văn Thà, permaneció a bordo y se hundió con su barco. Lý Thường Kiệt, severamente dañado por el fuego amigo de Trần Bình Trọng, se vio obligado a retirarse hacia el oeste. Trần Khánh Dư y Trần Bình Trọng pronto se unieron al retiro.
Al día siguiente, aviones chinos de Hainan bombardearon las tres islas y se realizó un aterrizaje anfibio. La guarnición de la marina vietnamita del sur superada en número en las islas se vio obligada a rendirse, y los barcos de la armada dañados se retiraron a Đà Nẵng.
Durante la batalla, la flota de Vietnam del Sur detectó dos buques de guerra chinos más que se dirigían al área. China reconoció más tarde que se trataba de los cazadores de submarinos 281 y 282 de la clase Hainan. A pesar de los informes de Vietnam del Sur de que al menos uno de sus barcos había sido alcanzado por un misil, los chinos insistieron en que lo que vieron los vietnamitas del sur eran granadas propulsadas por cohetes disparadas por la tripulación. del # 389 y que no había barcos con capacidad de misiles, y los barcos chinos se acercaron porque no tenían misiles. La flota de Vietnam del Sur también recibió advertencias de que el radar de la Marina de los EE. UU. Había detectado fragatas y aviones de misiles guiados chinos adicionales en su camino desde Hainan.
Vietnam del Sur solicitó ayuda de la Séptima Flota de los Estados Unidos pero la solicitud fue denegada.

## Impacto posterior
Se evitó una posible crisis diplomática cuando China liberó al prisionero estadounidense tomado durante la batalla. Gerald Emil Kosh, de 27 años, excapitán del ejército estadounidense, fue capturado con los survietnamitas en las islas Paracel. Fue descrito como un “oficial de enlace regional” de la embajada estadounidense en Saigón asignado a la Armada de la República de Vietnam. China lo puso en libertad el 31 de enero sin comentarios.
Los líderes de Vietnam del Norte dejaron entrever el empeoramiento de su relación con la República Popular China al no felicitar visiblemente a su aliado. Un comunicado oficial emitido por la República de Vietnam del Sur, estado títere de los norvietnamitas luego de la caída de Saigón, mencionó únicamente su deseo de una resolución pacífica y negociada para cualquier disputa territorial local. A raíz de la batalla, el viceministro de Asuntos Exteriores de Vietnam del Norte, Nguyễn Cơ Thạch, dijo al embajador húngaro en Hanói que "hay muchos documentos y datos sobre el archipiélago de Vietnam". Otros cuadros norvietnamitas dijeron a los diplomáticos húngaros que, en su opinión, el conflicto entre China y el régimen de Saigón era sólo temporal. Sin embargo, más tarde dijeron que la cuestión sería un problema de toda la nación vietnamita.
Después de la reunificación de Vietnam en abril de 1975, la República Socialista de Vietnam renovó públicamente su reclamo sobre las Paracels, y la disputa continúa hasta el día de hoy. Hanói ha elogiado a las fuerzas de Vietnam del Sur que participaron en la batalla.